# アナトリアン・マスティフ
アナトリアン・マスティフ（英：Anatolian Mastiff）は、トルコ原産の護畜犬種のひとつである。毛色はフォーンかブリンドルで、これに加えてマズルにブラックマスクという黒いマーキングが入り、体重は最大90kgの大型犬である。
この名はアナトリアン・シェパード・ドッグの別名としても使われている。